# Фубукі (1928)
Фубукі (Fubuki, яп. 吹雪) — ескадрений міноносець Імперського флоту Японії, який брав участь у Другій світовій війні.
Корабель, який став першим серед есмінців типу «Фубукі», спорудили у 1929 році на верфі ВМФ у Майдзуру.
На момент вступу Японії до Другої світової війни «Фубукі» належав до 11-ї дивізії ескадрених міноносців, яка 26 листопада 1941-го прибула з Японії до порту Самах (острів Хайнань). 4 грудня «Фубукі» разом з іншими есмінцями своєї дивізії вийшов у море, маючи завдання супроводжувати 4 важкі крейсери, які виділили для підтримки операцій на малайському напрямку. Десантування на півострів Малакка відбулось у перший же день війни — 8 грудня (тільки по інший бік лінії зміни дат від Перл-Гарбору), а 10 грудня японська авіація потопила два британські лінкори, які вважались головною загрозою для малайської операції. Після цього крейсерський загін прибув до острова Пуло-Кондоре (наразі Коншон, неподалік від південного завершення В'єтнаму), де розділився. Два крейсери залишились біля цього острова, тоді як два інші, а разом з ними і «Фубукі», попрямували на північ та 11 грудня прибули до бухти Камрань (центральна частина узбережжя В'єтнаму).
13 грудня 1941-го «Фубукі» та ще один есмінець вийшли з Камрані для супроводу 2 важких крейсерів, що мали забезпечувати дистанційне прикриття десанту до Мірі (центр нафтовидобутку на північно-західному узбережжі острова Борнео). Висадка тут відбулася в ніч проти 16 грудня та не зустріла особливого спротиву. За цим загін «Фубукі» й далі перебував у морі, а за кілька діб узявся прикривати операцію в Кучинзі (ще один центр нафтовидобутку Борнео за п'ять сотень кілометрів на південний захід по узбережжю від Мірі), де висадка відбулась у ніч проти 24 грудня. 27 грудня крейсери повернулись до Камрані.
3 січня 1942-го «Фубукі» приєднався до охорони Третього Малайського конвою, який за кілька діб до того вийшов з Формози із завданням доправити чергову партію японських військ для операцій на півострові Малакка та в Бірмі. Того ж дня 11 транспортів відокремились від основної групи та під прикриттям «Фубукі» і ще двох есмінців попрямували до Бангкоку (саме з території Сіаму японці вели наступ на бірманському напрямку). 10 січня «Фубукі» виходив для допомоги судну «Акіта-Мару», що прямувало з Бангкоку до Сінгори та було торпедоване підводним човном. Після того як він та ще два есмінці прийняли людей з «Акіта-Мару», «Фубукі» добив цей транспорт своєю артилерією.
Наприкінці січня 1942-го корабель взяв участь в операції в Ендау на східному узбережжі півострова Малакка (менш ніж за півтори сотні кілометрів від Сінгапура). 21 січня цей пункт захопили наземні війська, після чого для швидкого облаштування тут авіабаз до Ендау спрямували два транспорти, а «Фубукі» та ще 5 есмінців і легкий крейсер забезпечували їх безпосереднє прикриття. 26 січня загін прибув до Ендау, після чого японські кораблі змогли відбити атаки авіації, а потім і нічний напад двох есмінців. В останньому випадку спершу легкий крейсер разом з одним есмінцем вступив із британськими кораблями в артилерійський бій та примусив їх до відступу, а потім «Фубукі» та інші 4 есмінці атакували британців на відході та змогли потопити один корабель. За кілька діб загін прикриття прибув до Камрані.
Наступною операцією, у якій взяв участь «Фубукі», став десант на Суматру для оволодіння центрам нафтовидобутку в Палембанзі. 9 лютого 1942-го він разом зі ще 3 есмінцями та легким крейсером вийшов з Камрані для супроводу першого ешелону транспортного конвою, який складався з 8 суден. Під вечір 12 лютого, коли транспорти ще тільки проходили острови Анамбас (дві з половиною сотні кілометрів на північний схід від Сінгапура), командувач японською операцією вирішив використати наявні сили для пошуку біля узбережжя Суматри ворожих суден, які в цей період масово покидали Сінгапур, що перебував на межі падіння. Протягом 13 лютого та в ніч проти 14 числа «Фубукі» разом з іншим есмінцем «Асагірі» перехопили та потопили 2 судна. Далі кораблі повернулись до транспортів, а під вечір 14 лютого «Фубукі» разом з «Асагірі» та легким крейсером «Юра» вдалось потопити британський переобладнаний патрульний корабель HMS Li Wo, який спробував атакувати судна з десантом. У ніч проти 15 лютого японці здійснили висадку на острів Бангка та стали готуватись до просування по річці в напрямку Палембанга, де ще 14 числа викинули повітряний десант. 15 лютого «Фубукі» разом з іншим есмінцем та легким крейсером прикривали північний вхід до протоки Бангка (відділяє однойменний острів від Суматри), у якій стояли на якорі транспорти. В якийсь момент з «Фубукі» помітили вороже судно, яке при наближенні есмінця викинулось на берег, а 16 лютого «Фубукі» вдалось захопити наливне судно та два катери.
18 лютого 1942-го «Фубукі» полишив район Суматри та попрямував на північ для підготовки до майбутньої участі у вторгненні на захід Яви. У межах цієї операції з Камрані вийшли 56 транспортів, при цьому первісно їх безпосередній ескорт складався з легкого крейсера та 10 есмінців, а 21 лютого в районі островів Анамбас до них приєднались «Фубукі», ще 4 есмінці та другий легкий крейсер. На підході до Яви конвой розділився на три основні загони, які рушили до визначених їм пунктів висадки. «Фубукі» разом зі ще 5 іншими есмінцями та легким крейсером прикривали операцію у затоці Бантам (дещо менше ніж за сотню кілометрів на захід від Батавії). Висадка відбулась у ніч проти 1 березня, при цьому в якийсь момент поблизу з'явились два ворожі крейсери, які намагались вирватись у Індійський океан після поразки в битві в Яванському морі, що призвело до зіткнення, відомого як бій у Зондській протоці.
Наступною операцією для «Фубукі» стало узяття під контроль Північної Суматри. Цього разу він разом з трьома іншими есмінцями охороняв загін із п'яти важких крейсерів, який 9 березня 1942-го вийшов з Сінгапуру для дистанційного прикриття транспортної групи. 12 березня відбулось успішне десантування, а 15 березня Хацуюкі разом зі ще одним есмінцем повернулись як ескорт 4 важких крейсерів 7-ї дивізії до Сінгапуру (флагманський крейсер зайшов до Пенангу на західному узбережжі півострова Малакка).
20 березня 1942-го ті самі п'ять крейсерів під прикриттям Хацуюкі і ще трьох есмінців вийшли з Сінгапуру та Пенангу для дистанційного прикриття висадки на Андаманських островах у Порт-Блер, яка відбулась 23 числа, після чого 26 березня загін прибув до Мергуй (наразі М'єй на східному узбережжі Андаманського моря).
Тим часом японське ударне авіаносне з'єднання вийшло в Індійський океан та попрямувало для удару по Цейлону. Північніше у Бенгальській затоці проти судноплавства мали діяти легкий авіаносець та 5 крейсерів з Мергуй. 1 квітня 1942-го «Фубукі» та три есмінці почали супроводжувати останній загін, проте 3 квітня їх замінили іншими кораблями такого ж класу. Після цього до завершення операції «Фубукі» патрулював біля Порт-Блер, а потім прибув до Сінгапуру. 13—22 квітня 1942-го «Фубукі» прямував до Куре, де пройшов доковий ремонт.
Під час мідвейської операції «Фубукі» разом зі ще 8 есмінцями та легким крейсером охороняв загін адмірала Ямамото, головну силу якого становили 3 лінкори. Це з'єднання в підсумку так і не вступило в бій, оскільки прямувало на значній відстані за ударною авіаносною групою, яка 4 червня зазнала катастрофічної поразки в битві при Мідвеї. 14 червня кораблі з'єднання прибули до Японії.
30 червня 1942-го «Фубукі» разом зі ще 9 есмінцями та легким крейсером полишив Внутрішнє Японське море та 2 липня прибув на Амаміосіму (архіпелаг Рюкю). 15 липня цей загін рушив до Південно-Східної Азії, маючи за мету передусім взяти участь у новому рейді до Індійського океану, що готувався японським командуванням. Кораблі пройшли через Сінгапур, зайшли до Сабангу (острівець біля північного завершення Суматри, а 31 липня прибув до Мергуй. За добу до того сюди прибули з Японії 2 важкі крейсери в супроводі іншої групи есмінців, крім того, до Мергую збирались кораблі, що вже були в регіоні. Втім, через тиждень союзники висадились на сході Соломонових островів, що започаткувало шестимісячну битву за Гуадалканал та змусило японське командування перекидати сюди підкріплення. Як наслідок, рейд до Індійського океану скасували, а більшість зібраних для цього сил спрямували до Океанії.
8 серпня 1942-го дивізія «Фубукі» полишила Мергуй. На відміну від передового загону, що поспішив для підсилення головних сил зібраного в Океанії угруповання, вона 17 серпня зайшла до Давао, звідки рушила 19 числа, ескортуючи конвой з військами. 23 серпня загін зайшов на атол Трук у центральній частині Каролінських островів (тут ще до війни створили потужну базу японського ВМФ, з якої до лютого 1944-го провадились операції в низці архіпелагів). 25—27 серпня «Фубукі» та 3 інші есмінці пройшли до Рабаула — головної передової бази в архіпелазі Бісмарка, з якої здійснювались операції на Соломонових островах та сході Нової Гвінеї.
28—29 серпня 1942-го «Фубукі» та два есмінці супроводили транспорт з військами з Рабаула до якірної стоянки Шортленд (прикрита групою невеликих островів Шортленд акваторія біля південного завершення острова Бугенвіль, де зазвичай відстоювались бойові кораблі та перевалювались вантажі для відправлення їх далі на схід Соломонових островів) і одразу вийшли у перший транспортний рейс до Гуадалканалу (доставка підкріплень та вантажів на швидкохідних есмінцях до району активних бойових дій стала типовою для японського флоту в кампанії на Соломонових островах). 31 серпня, 5 та 16  вересня «Фубукі» знову виходив до острова із транспортними місіями, а 2 та 8 вересня — для охорони інших кораблів, що доправляли підкріплення та вантажі. З 12 по 14 вересня 1942-го есмінець надавав вогневу підтримку наземним військам, які розпочали наступ на острові (відомий як битва за хребет Едсона).
Наступного місяця транспортні рейси продовжились і «Фубукі» встиг вийти до Гуадалканалу з такими завданнями 1, 4 та 7 жовтня 1942-го.
11 жовтня 1942-го «Фубукі» разом зі ще одним есмінцем рушив для супроводу 3 важких крейсерів, завданням яких було провести обстріл розташованого на острові аеродрому Гендерсон-Філд. На підході до Гуадалканалу японський загін зустрівся з ворожими кораблями, які завдяки наявності радарів мали перевагу в нічному бою (до того ж авіарозвідка попередила американців про наближення японських сил, хоча й не виявила безпосередньо загону «Фубукі» — того дня інший загін прямував до острова з традиційною транспортною місією). У наступному зіткненні, відомому як бій біля мису Есперанс, японці зазнали поразки, а «Фубукі» був потоплений артилерійським вогнем. Транспортна група змогла підібрати 8 уцілілих моряків, а три американські кораблі — аж 111 членів екіпажу «Фубукі».